# Anna Jakubiuk
Anna Małgorzata Jakubiuk (ur. 17 kwietnia 1994 w Wejherowie) – polska koszykarka, występująca na pozycji silnej skrzydłowej, reprezentantka kraju.
22 maja 2018 została zawodniczką Wisły Can-Pack Kraków. 14 czerwca 2019 przedłużyła umowę z zespołem, z Krakowa na kolejny sezon.
W latach 2020–2023 występowała w Ślęzie Wrocław. W sezonie 2023/2024 była koszykarką AZS AJP Gorzów Wielkopolski, natomiast od sezonu 2024/2025 jest zawodniczką Arki Gdynia.

## Osiągnięcia
Stan na 16 marca 2024, na podstawie, o ile nie zaznaczono inaczej.

### Klubowe
Seniorskie
Mistrz Polski (2025)
- Wicemistrzyni Polski (2024)[7]
- Uczestniczka rozgrywek Eurocup (2016/17)

Młodzieżowe
- Mistrzyni Polski juniorek starszych (U–20 – 2014, U–22 – 2015, 2016)
- Wicemistrzyni Polski juniorek (2012)
- Brązowa medalistka mistrzostw Polski juniorek starszych U–20 (2012, 2013)

### Indywidualne
- MVP kolejki EBLK (3 – 2021/2022)[8]
- Najbardziej energetyczna zawodniczka Energa Basket Ligi Kobiet w sezonie 2021/22[9]
- Zaliczona do I składu kolejki EBLK (3 – 2021/2022, 15, 16 – 2022/2023)[10][11][12]

Młodzieżowe
- MVP mistrzostw Polski juniorek starszych (U–20 – 2014, U–22 – 2016)
- Zaliczona do I składu mistrzostw Polski:
  - juniorek starszych (U–20 – 2014, U–22 – 2016)
  - juniorek (2012)
- Liderka strzelczyń mistrzostw Polski juniorek starszych U–20 (2014)

### Reprezentacja
- Uczestniczka mistrzostw Europy:
  - U–20 (2014 – 6. miejsce)
  - U–18 (2012 – 14. miejsce)